# 1958 FIFAワールドカップ・アフリカ・アジア予選
1958 FIFAワールドカップ・アフリカ・アジア予選はアフリカ・アジア地区で行われた1958 FIFAワールドカップ・予選である。アジアサッカー連盟とアフリカサッカー連盟から8チームがエントリーしたが、実際にはイスラエルとの対戦を拒否するチームが多く、参加を辞退するチームが続出した。本来は出場枠が1与えられていたが、参加辞退が相次ぎイスラエルが全く試合をせずにアフリカ・アジア地区の代表となったため、急遽欧州地区とのプレーオフが開催されることになった。

## 予備予選
中華民国が出場を辞退したため、インドネシアが1次予選に進出。

## 1次予選

### グループ1
香港は出場を辞退した。
| 順位 | チーム         | 点 | 試 | 勝 | 分 | 敗 | 得 | 失 | 率   |
| ---- | -------------- | -- | -- | -- | -- | -- | -- | -- | ---- |
| 1=   | インドネシア   | 2  | 2  | 1  | 0  | 1  | 5  | 4  | 1.25 |
| 1=   | 中華人民共和国 | 2  | 2  | 1  | 0  | 1  | 4  | 5  | 0.8  |

| 日時          | 場所       | ホーム         | スコア | アウェー       |
| ------------- | ---------- | -------------- | ------ | -------------- |
| 1957年5月12日 | ジャカルタ | インドネシア   | 2 – 0  | 中華人民共和国 |
| 1957年6月2日  | 北京       | 中華人民共和国 | 4 – 3  | インドネシア   |

中国とインドネシアは勝ち点で並んだため、中立地においてプレーオフが開催された。
| 日時          | 場所     | ホーム       | スコア | アウェー       |
| ------------- | -------- | ------------ | ------ | -------------- |
| 1957年6月23日 | ヤンゴン | インドネシア | 0 – 0  | 中華人民共和国 |

プレーオフでも引き分けだったため、得失点率でインドネシアが2次予選に進出した。

### グループ2
トルコはイスラエルとの対戦を棄権、イスラエルが2次予選に進出した。

#### グループ3
キプロスは出場を辞退、エジプトが2次予選に進出した。

#### グループ4
| 順位 | チーム   | 点 | 試 | 勝 | 分 | 敗 | 得 | 失 |
| ---- | -------- | -- | -- | -- | -- | -- | -- | -- |
| 1    | スーダン | 3  | 2  | 1  | 1  | 0  | 2  | 1  |
| 2    | シリア   | 1  | 2  | 0  | 1  | 1  | 1  | 2  |

| 日時          | 場所       | ホーム   | スコア | アウェー |
| ------------- | ---------- | -------- | ------ | -------- |
| 1957年3月8日  | ハルツーム | スーダン | 1 – 0  | シリア   |
| 1957年5月24日 | ダマスカス | シリア   | 1 – 1  | スーダン |

スーダンが2次予選に進出。

## 2次予選
インドネシアはイスラエルとの対戦を拒否し、FIFAから予選除外を通告された。エジプトも同様の理由で除外され、イスラエルとスーダンが最終予選に進出した。

## 最終予選
スーダンはイスラエルとの対戦を拒否し、イスラエルがアフリカ・アジア予選の勝者となった。しかし、イスラエルが1試合もせずに本大会出場権を獲得することを問題視したFIFAは急遽UEFAとの大陸間プレーオフを設定、イスラエルはウェールズと戦うことになった。

## 大陸間プレーオフ
| 順位 | チーム     | 点 | 試 | 勝 | 分 | 敗 | 得 | 失 |
| ---- | ---------- | -- | -- | -- | -- | -- | -- | -- |
| 1    | ウェールズ | 4  | 2  | 2  | 0  | 0  | 4  | 0  |
| 2    | イスラエル | 0  | 2  | 0  | 0  | 2  | 0  | 4  |

| 日時          | 場所         | ホーム     | スコア | アウェー   |
| ------------- | ------------ | ---------- | ------ | ---------- |
| 1958年1月15日 | ラマト・ガン | イスラエル | 0 – 2  | ウェールズ |
| 1958年2月5日  | カーディフ   | ウェールズ | 2 – 0  | イスラエル |

ウェールズが本大会の出場権を獲得した。